# Сербезова, Марияна
Марияна Сербезова (болг. Марияна Сербезова; род. 15 ноября 1959, Пловдив) — болгарская гребчиха, выступавшая за сборную Болгарии по академической гребле в 1970-х и 1980-х годах. Бронзовая призёрка летних Олимпийских игр в Москве, обладательница серебряной медали чемпионата мира, победительница и призёрка регат национального значения.

## Биография
Марияна Сербезова родилась 15 ноября 1959 года.
Первого серьёзного успеха на взрослом международном уровне добилась в сезоне 1979 года, когда вошла в основной состав болгарской национальной сборной и побывала на чемпионате мира в Бледе, откуда привезла награду серебряного достоинства, выигранную в зачёте парных рулевых четвёрок — в финале пропустила вперёд только команду из Восточной Германии.
Благодаря череде удачных выступлений удостоилась права защищать честь страны на летних Олимпийских играх 1980 года в Москве — в составе парного четырёхместного экипажа, куда также вошли гребчихи с Румеляна Бончева, Долорес Накова, Анка Бакова и рулевая Анка Георгиева, в решающем финальном заезде пришла к финишу третьей позади экипажей из ГДР и СССР — тем самым завоевала бронзовую олимпийскую медаль.
После московской Олимпиады Тодорова осталась в составе гребной команды Болгарии и продолжила принимать участие в крупнейших международных регатах. Так, в 1986 году она выступила на мировом первенстве в Ноттингеме, где в программе парных четвёрок показала четвёртый результат. Вскоре по окончании этих соревнований приняла решение завершить спортивную карьеру.